# حارة البلق (كريتر)
حارة البلق هي إحدى حارات حي أول مايو الواقع بمديرية كريتر التابعة لمحافظة عدن، بلغ تعداد سكانها 952 نسمة حسب تعداد اليمن لعام 2004.